# The DAY (アルバム)
The DAY（ザ・デイ）は、DEENの4thアルバム。

## 内容
- BMGジャパン（BERG レーベル・現在のアリオラジャパン）移籍後初のアルバムリリースである。
- 小松未歩が楽曲提供したシングル曲「君さえいれば」「手ごたえのない愛」の除いて、全てメンバー内で作詞・作曲を手掛けている。
- いくら良いメロディーでも、池森秀一の声が生きてこなければ、それはDEENにとってはいいメロディーではないという考えから、池森秀一の歌を聞いた結果採用しなかった曲がたくさんある。『The DAY』に収録されている曲は12曲だが、完成形までいった曲は50曲くらいあった。

## 楽曲について
1. love me
2. 手ごたえのない愛
3. 君さえいれば

## 収録内容
| 全作詞: 池森秀一（#3、#10、作詞: 小松未歩）。 |                                   |                                       |                      |                  |      |
| #                                             | タイトル                          | 作詞                                  | 作曲                 | 編曲             | 時間 |
| 1.                                            | 「ONE DAY」                       | 池森秀一 （#3、#10、作詞: 小松未歩 ） | 宇津本直紀           | DEEN             | 1:57 |
| 2.                                            | 「love me」                       | 池森秀一 （#3、#10、作詞: 小松未歩 ） | 山根公路             | 池田大介         | 4:05 |
| 3.                                            | 「手ごたえのない愛」              | 池森秀一 （#3、#10、作詞: 小松未歩 ） | 小松未歩             | 徳永暁人         | 4:32 |
| 4.                                            | 「GRAVITY」                       | 池森秀一 （#3、#10、作詞: 小松未歩 ） | DEEN                 | DEEN & 池田大介  | 4:10 |
| 5.                                            | 「VOYAGE」                        | 池森秀一 （#3、#10、作詞: 小松未歩 ） | 山根公路、宇津本直紀 | 池田大介         | 5:16 |
| 6.                                            | 「Guilty 〜消えることのない罪〜」 | 池森秀一 （#3、#10、作詞: 小松未歩 ） | 山根公路             | DEEN             | 4:12 |
| 7.                                            | 「逢いにゆくよ」                  | 池森秀一 （#3、#10、作詞: 小松未歩 ） | 山根公路             | 古井弘人         | 4:54 |
| 8.                                            | 「眠ったままの情熱」              | 池森秀一 （#3、#10、作詞: 小松未歩 ） | 山根公路、宇津本直紀 | DEEN             | 3:42 |
| 9.                                            | 「さよなら」                      | 池森秀一 （#3、#10、作詞: 小松未歩 ） | 田川伸治             | DEEN & 池田大介  | 4:28 |
| 10.                                           | 「君さえいれば」                  | 池森秀一 （#3、#10、作詞: 小松未歩 ） | 小松未歩             | 池田大介         | 4:35 |
| 11.                                           | 「君のいないholiday」             | 池森秀一 （#3、#10、作詞: 小松未歩 ） | 宇津本直紀           | DEEN             | 4:16 |
| 12.                                           | 「A day in my life」              | 池森秀一 （#3、#10、作詞: 小松未歩 ） | 山根公路、宇津本直紀 | DEEN、時乗浩一郎 | 2:11 |
| 合計時間:                                     | 合計時間:                         | 合計時間:                             | 合計時間:            | 48:18            |      |

## 参加ミュージシャン
- コーラス: 宇徳敬子（#3,5），生沢佑一
- ベース: 徳永暁人
- ピアノ: 小野塚晃（DIMENSION）

### DEEN
- ボーカル: 池森秀一
- キーボード: 山根公路
- ドラム: 宇津本直紀
- ギター: 田川伸治

## タイアップ
- A day in my life - 九州電力　ラジオCM (1999年3月から1年間)

## 関連事項
- BMGジャパン
- BERG レーベル
- ビーイング
- マーヴィン・ゲイ - 収録曲の『君のいないholiday』の歌詞に登場する歌手。